# Licht-Klang-Festival transNATURALE

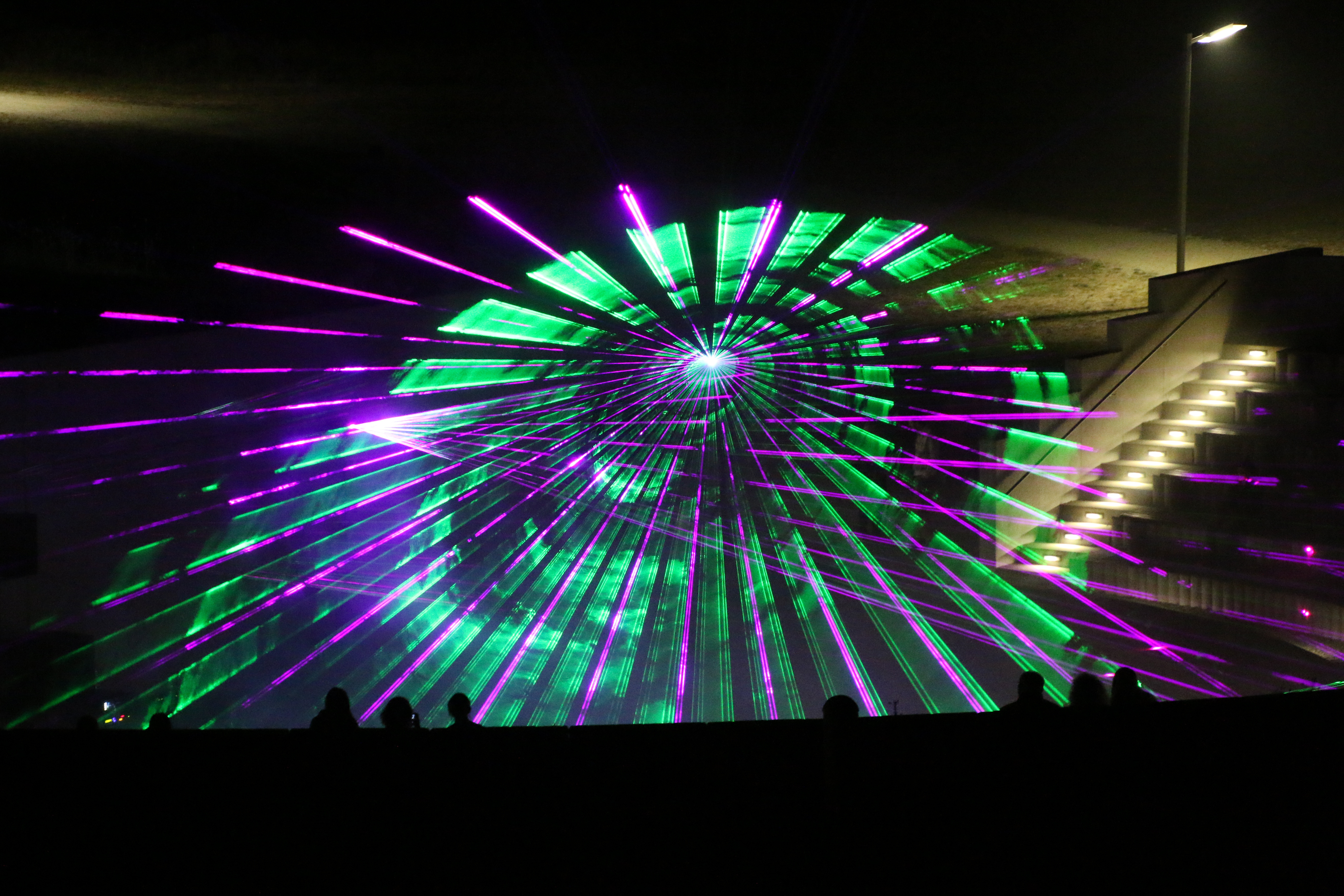
Lasershow 2015 bei der transNATURALE in Boxberg/O.L.

Das Licht-Klang-Festival transNATURALE war ein in den Jahren 2005 bis 2015 jährlich Ende August/Anfang September in der Gemeinde Boxberg/O.L. im Landkreis Görlitz ausgerichtetes Licht-Klang-Festival.
Es fand zwischen der Industriekulisse des Kraftwerkes Boxberg und um den Bärwalder See mit dem Schwerpunkt Uferbereich Boxberg/O.L. statt.
Wie der Name schon besagt sind Licht und Klang die bestimmenden Elemente und besonderen Charakteristika des künstlerischen Konzepts. Hierbei entwarfen Künstler Lichtdesigns (z. B. als Lasershow, musikgesteuertes Höhenfeuerwerk), Klanginstallationen und Events für ausgewählte Orte um den Bärwalder See. Aber auch Elemente der bildenden und Landschaftskunst wurden einbezogen, insbesondere das „Ohr“, ein ohrförmiges, 350 Meter langes, 250 Meter breites und bis zu 18 Meter hohes Amphitheater mit etwa 300 Zuschauerplätzen. Zudem gab es Konzerte mit kleinen zeitgenössischen Ensembles und Bands.
Im August 2009 konnte die transNATURALE nach eigenen Angaben 15.000 Besucher verzeichnen.
Nach elf Jahren sollte die transNATURALE 2016 gemeinsam in privater Ausrichtung mit dem Cherry-Beach-Festival erfolgen, wovon der Veranstalter Abstand nahm. Versuche zur Weiterführung des Festivals blieben erfolglos.